# Copa de Clubes de la UNIFFAC
La Copa de Clubes de la UNIFFAC fue el torneo de fútbol a nivel de clubes más importante de la región de África Central, el cual era organizado por la UNIFFAC (en francés: Union des Fédérations de Football d'Afrique Centrale).

## Historia
La copa fue creada en el año 2004 y participaban los equipos campeones de las liga de República Centroafricana, Gabón, Camerún, Guinea Ecuatorial, República del Congo, República Democrática del Congo y Chad.
El torneo se jugó por última ocasión en el año 2006 debido al poco apoyo de los países miembro de la UNIFFAC, a la carencia de recursos y a la poca popularidad que tuvo la copa.

## Ediciones anteriores
| Año  | Campeón      | Resultado                         | Finalista         |
| ---- | ------------ | --------------------------------- | ----------------- |
| 2004 | Bamboutos FC | Ida: 1-2 Vuelta: 2-1 Penales: 6-5 | FC 105 Libreville |
| 2005 | Téléstar FC  | Ida: 2-1 Vuelta: 1-0              | AS Police         |
| 2006 | SC Cilu      | Ida: 3-1 Vuelta: 0-0              | Fovu Baham        |

## Títulos por equipo
| Club              | Títulos | Finales |
| ----------------- | ------- | ------- |
| Bamboutos FC      | 1       |         |
| Téléstar FC       | 1       |         |
| SC Cilu           | 1       |         |
| FC 105 Libreville |         | 1       |
| AS Police         |         | 1       |
| Fovu Baham        |         | 1       |

## Títulos Por País
| País                            | Títulos | Finales |
| ------------------------------- | ------- | ------- |
| Camerún                         | 1       | 1       |
| Gabón                           | 1       | 1       |
| República Democrática del Congo | 1       |         |
| República del Congo             |         | 1       |